# Wimbledon 1969
De 83e editie van het Britse grandslamtoernooi, Wimbledon 1969, werd gehouden van maandag 23 juni tot en met zaterdag 5 juli 1969. Voor de vrouwen was het de 76e editie van het graskampioenschap. Het toernooi werd gespeeld bij de All England Lawn Tennis and Croquet Club in de wijk Wimbledon van de Britse hoofdstad Londen.
Op de enige zondag tijdens het toernooi (Middle Sunday) werd traditioneel niet gespeeld.
Het toernooi van 1969 trok 298.811 toeschouwers.

## Belangrijkste uitslagen
Mannenenkelspel

Finale: Rod Laver (Australië) won van John Newcombe (Australië) met 6-4, 5-7, 6-4, 6-4
Vrouwenenkelspel

Finale: Ann Haydon-Jones (Groot-Brittannië) won van Billie Jean King (Verenigde Staten) met 3-6, 6-3, 6-2
Mannendubbelspel

Finale: John Newcombe (Australië) en Tony Roche (Australië) wonnen van Tom Okker (Nederland) en Marty Riessen (Verenigde Staten) met 7-5, 11-9, 6-3
Vrouwendubbelspel

Finale: Margaret Court (Australië) en Judy Tegart (Australië) wonnen van Patricia Hogan (Verenigde Staten) en Peggy Michel (Verenigde Staten) met 9-7, 6-2
Gemengd dubbelspel

Finale: Ann Haydon-Jones (Groot-Brittannië) en Fred Stolle (Australië) wonnen van Judy Tegart (Australië) en Tony Roche (Australië) met 6-2, 6-3
Meisjesenkelspel

Finale: Kazuko Sawamatsu (Japan) won van Brenda Kirk (Zuid-Afrika) met 6-1, 1-6, 7-5
Jongensenkelspel

Finale: Byron Bertram (Zuid-Afrika) won van John Alexander (Australië) met 7-5, 5-7, 6-4
Dubbelspel bij de junioren werd voor het eerst in 1982 gespeeld.

## Toeschouwersaantallen
|           |         | Eerste week |         | Tweede week |
| --------- | ------- | ----------- | ------- | ----------- |
| Maandag   |         | 16.862      |         | 29.331      |
| Dinsdag   | 22.175  | 27.412      |         |             |
| Woensdag  | 122.720 | 24.663      |         |             |
| Donderdag | 122.720 | 55.648      |         |             |
| Vrijdag   | 122.720 | 55.648      |         |             |
| Zaterdag  | 122.720 | 55.648      |         |             |
| Zondag    | –       | –           |         |             |
| Totaal    |         | 298.811     | 298.811 | 298.811     |

|  | = slecht weer (meer dan twee uur niet gespeeld) |
|  | = gehele dag niet gespeeld, vanwege de regen    |

1877 · 1878 · 1879 · 1880 · 1881 · 1882 · 1883 · 1884 · 1885 · 1886 · 1887 · 1888 · 1889 · 1890 · 1891 · 1892 · 1893 · 1894 · 1895 · 1896 · 1897 · 1898 · 1899 · 1900 · 1901 · 1902 · 1903 · 1904 · 1905 · 1906 · 1907 · 1908 · 1909 · 1910 · 1911 · 1912 · 1913 · 1914 · 1915–1918 · 1919 · 1920 · 1921 · 1922 · 1923 · 1924 · 1925 · 1926 · 1927 · 1928 · 1929 · 1930 · 1931 · 1932 · 1933 · 1934 · 1935 · 1936 · 1937 · 1938 · 1939 · 1940–1945 · 1946 · 1947 · 1948 · 1949 · 1950 · 1951 · 1952 · 1953 · 1954 · 1955 · 1956 · 1957 · 1958 · 1959 · 1960 · 1961 · 1962 · 1963 · 1964 · 1965 · 1966 · 1967
↓ open tijdperk ↓
1968 (m-v-md-vd-gd) · 1969 (m-v-md-vd-gd) · 1970 (m-v-md-vd-gd) · 1971 (m-v-md-vd-gd) · 1972 (m-v-md-vd-gd) · 1973 (m-v-md-vd-gd) · 1974 (m-v-md-vd-gd) · 1975 (m-v-md-vd-gd) · 1976 (m-v-md-vd-gd) · 1977 (m-v-md-vd-gd) · 1978 (m-v-md-vd-gd) · 1979 (m-v-md-vd-gd) · 1980 (m-v-md-vd-gd) · 1981 (m-v-md-vd-gd) · 1982 (m-v-md-vd-gd) · 1983 (m-v-md-vd-gd) · 1984 (m-v-md-vd-gd) · 1985 (m-v-md-vd-gd) · 1986 (m-v-md-vd-gd) · 1987 (m-v-md-vd-gd) · 1988 (m-v-md-vd-gd) · 1989 (m-v-md-vd-gd) · 1990 (m-v-md-vd-gd) · 1991 (m-v-md-vd-gd) · 1992 (m-v-md-vd-gd) · 1993 (m-v-md-vd-gd) · 1994 (m-v-md-vd-gd) · 1995 (m-v-md-vd-gd) · 1996 (m-v-md-vd-gd) · 1997 (m-v-md-vd-gd) · 1998 (m-v-md-vd-gd) · 1999 (m-v-md-vd-gd) · 2000 (m-v-md-vd-gd) · 2001 (m-v-md-vd-gd) · 2002 (m-v-md-vd-gd) · 2003 (m-v-md-vd-gd) · 2004 (m-v-md-vd-gd) · 2005 (m-v-md-vd-gd) · 2006 (m-v-md-vd-gd) · 2007 (m-v-md-vd-gd) · 2008 (m-v-md-vd-gd) · 2009 (m-v-md-vd-gd) · 2010 (m-v-md-vd-gd) · 2011 (m-v-md-vd-gd) · 2012 (m-v-md-vd-gd) · 2013 (m-v-md-vd-gd) · 2014 (m-v-md-vd-gd) · 2015 (m-v-md-vd-gd) · 2016 (m-v-md-vd-gd) · 2017 (m-v-md-vd-gd) · 2018 (m-v-md-vd-gd) · 2019 (m-v-md-vd-gd) · 2020 · 2021 (m-v-md-vd-gd) · 2022 (m-v-md-vd-gd) · 2023 (m-v-md-vd-gd) · 2024 (m-v-md-vd-gd)
Lijst van Wimbledonwinnaars · Toernooien per editie